# Petaurista magnificus
Petaurista magnificus is een zoogdier uit de familie van de eekhoorns (Sciuridae). De wetenschappelijke naam van de soort werd voor het eerst geldig gepubliceerd door Hodgson in 1836.

## Voorkomen
Petaurista magnificus komt voor in Bhutan, China, Myanmar, India en Nepal.